# Escif ibèric
L'escif ibèric, del segle i aC, és una imitació aproximada de la forma àtica d'escif 572-578 de Sparkes i classificada com Aranegui-Pla aB, dins dels tipus de la ceràmica ibèrica valenciana. Trobat a Darró (Vilanova i la Geltrú), és de 12 x 16 x 5,5 cm. Núm. 3665 de BMVB.

## Descripció
Restaurat, té les parets primes i restes d'engalba grisa fosca molt erosionada.
Aquest vas va ser localitzat durant l'excavació de l'anomenada Casa 3 del poblat iberoromà de Darró, a la campanya de 1984. Va aparèixer de manera residual en un estrat datat en el 80/70 aC.
Dins d'aquesta peça, trobem elements característics de la ceràmica ibèrica, com ara la forma bicònica, o el solc situat a la base externa, típics del repertori de la ceràmica grisa emporitana, combinats amb trets que denoten una influència hel·lènica, com ara les nanses horitzontals o el perfil de l'escif.
Aquest vas és un exemple de supervivència de les formes gregues dins la categoria de terrissa coneguda com a grisa ibèrica que, amb un repertori formal no gaire extens, havia mantingut el gust pel perfils atàvics i per les formes d'importació, creant tipus d'imitació i variants sobre els tipus originals. Els paral·lels més propers, es poden trobar a Aude, Bellaterra, Cerdanyola, Sant Miquel de Lliria, València, La Bastida i Moixent, i ens permeten atorgar una cronologia del segle i per a la peça de Darró, probablement centrada a les darreries d'aquesta centuria.